# Agelasticus
Agelasticus é um gênero de aves da família dos icterídeos.

## Espécies[2][3]
Atualmente 4 espécies compõem o gênero:
- Agelasticus cyanopus (Vieillot, 1819)
- Agelasticus thilius (Molina, 1782)
- Agelasticus xanthophthalmus (Short, 1969)